# Route européenne 56
Pour les articles homonymes, voir E56 et Route 56.
La route européenne 56 (E56) est une route reliant Nuremberg à Sattledt.